# Théâtre de la Choucrouterie
Le Théâtre de la Choucrouterie est une salle de spectacle située à Strasbourg, à proximité de l'église Saint-Louis, dans le quartier Finkwiller.
C'est un lieu de culture alsacienne, et son directeur est le chansonnier et humoriste Roger Siffer. La Choucrouterie a vu notamment les débuts du guitariste (et acteur) Tchavolo Schmitt, mais aussi du comédien Alex Lutz.
Historiquement, une véritable fabrique de choucroute occupait ce bâtiment avec sa cour avant d'être transformée en cabaret.

## Une ancienne usine à choucroute
Le Théâtre porte bien son nom, puisqu'il a été construit sur une ancienne usine à choucroute. En effet, en 1937, Emile Schneckenberger y établit une fabrique de choucroute et transforme alors la devanture en 1942.
C'est bien plus tard, en 1983, que Roger Siffer s'en porte acquéreur et charge l'architecte Roger Jost d'aménager dans cette bâtisse un restaurant et un café-concert.
Aujourd'hui, deux salles occupent le Théâtre : la grande salle de 98 places, et la petite salle de 71 places. Traditionnellement, la version alsacienne est jouée dans la grande salle et la version française dans la petite.

## La spécificité de la revue satirique de la Choucrouterie
Aujourd'hui, et depuis 30 ans, la revue satirique joue dans deux versions : en alsacien dans une salle, en français dans l'autre. La spécificité réside dans la simultanéité de ces spectacles : ils sont en effet joués au même moment, par les mêmes comédiens, qui courent d'une scène à l'autre toute la soirée. 
La version alsacienne débute avec 15 minutes d'avance sur la version française.

## Liste des revues de la Choucrouterie[8]
- 1994 : Traut'tram
- 1995 : Boum
- 1996 : Kuklhupfs Klan
- 1997 : Schnell Katherine
- 1998 : Dope la Geiss

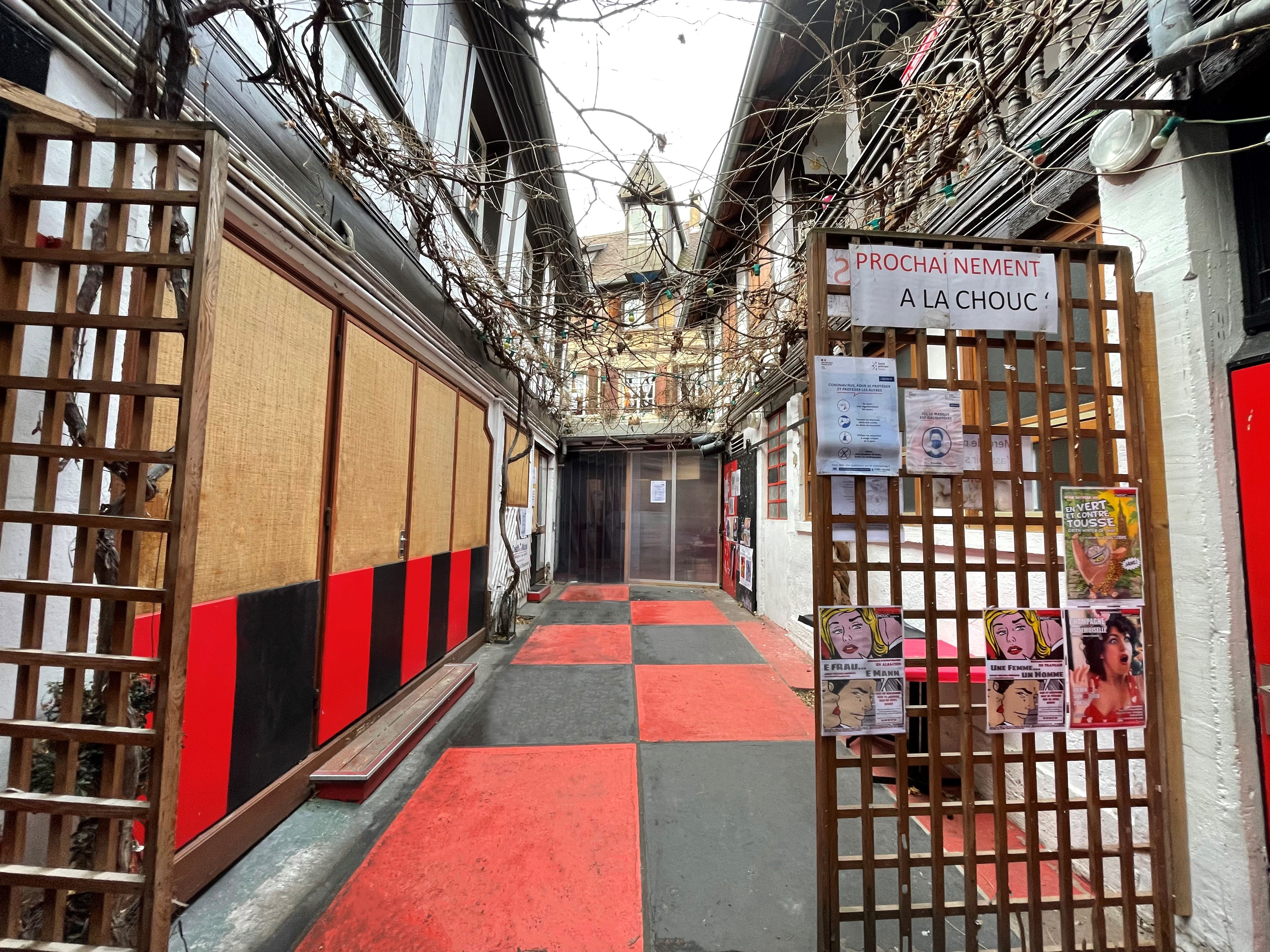
Entrée du théâtre.

- 1999 : 2000 ans Odyssée de l'Alsace
- 2000 : Les dents de la Maire
- 2001 : Les dents de la paire
- 2002 : Les dents des amères
- 2003 : Chauffe qui peut
- 2004 : On a décroché le Pont Pont
- 2005 : Bienvenue à Schneckeland
- 2006 : Ras l'Cus
- 2007 : Mini si pâles, ça sent le réchauffé
- 2008 : L'an pire d'essence
- 2009 : Crise et toussotements
- 2010 : Des racing et des brelles
- 2011 : Apocal'hips Show
- 2012 : Excusez du pneu
- 2013 : La moitié des politiques sont des bœufs
- 2014 : Plus dur sera le Chut
- 2015 : Burnes Out
- 2016 : Droit d'asile... de fous
- 2017 : En Marche ! Pour les uns, Am Arsch ! Pour les autres
- 2018 : Noces feras-tu ?
- 2019 : En Marche Attacks
- 2021 : En Vert et contre tousse
- 2022 : Achtung Bicyclette ! Ils ont un vélo dans la tête
- 2023 : Flamm's Olympique - Olympischer Flamm's
- 2024 : IA d'la joie - IA IA het sie g'sait un...

## La tournée estivale à l'anciennePour une poignée de sel
Autour de la figure de Roger Siffer, la troupe du théâtre de la Choucrouterie se produit depuis 1986 chaque été, initialement à cheval et en roulottes, dans une tournée estivale aux travers des villages alsaciens, mêlant musique traditionnelle, variété, country alsacien, danse et humour satirique et rémunérée par une quête à l'ancienne.
Aujourd'hui, la tournée d'été se fait en voiture - les distances à parcourir sont plus longues - mais la troupe s'attache à proposer des concerts toujours gratuits et clôturés par une quête à l'ancienne.